# Jón Páll Sigmarsson

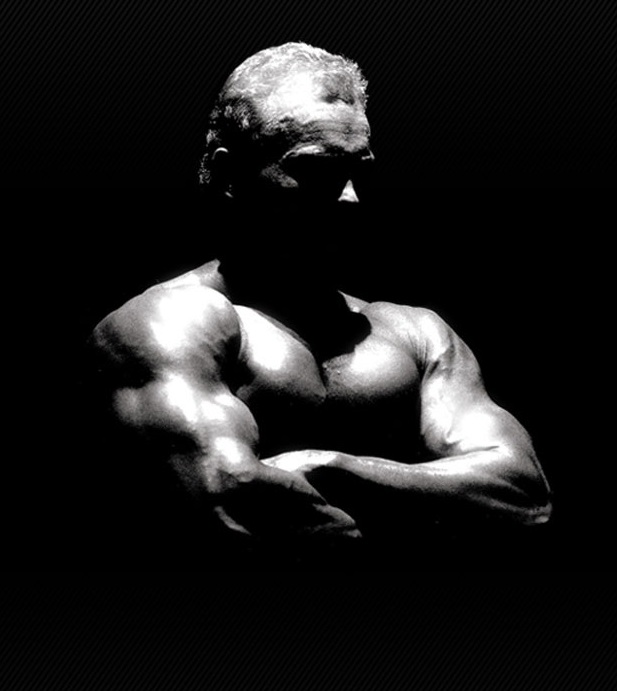
Jón Páll Sigmarsson, em 1988, aos 28 anos.

Jón Páll Sigmarsson (28 de abril de 1960 - † 16 de janeiro de 1993, em Sólvangi) foi um fisiculturista, halterofilista, levantador de peso básico e atleta de força (strongman) da Islândia.
Foi o primeiro homem que venceu quatro vezes a competição World's Strongest Man (1984, 1986, 1988, 1990); ficou em segundo lugar em 1983 e 1985, e em terceiro em 1989.
Sigmarsson foi o competidor de World's Strongest Man mais famoso que já existiu.
Tornou-se conhecido pela frase viking power, e mesmo com várias lesões sérias no pé e no braço (sofreu uma cirurgia e teve perda de condução neural-neuropraxia) foi o primeiro a ser quatro vezes campeão, tem o recorde no levantamento terra com uma mão e foi campeão em levantamento básico e fisiculturismo.
Tinha um histórico familiar de pessoas cardíacas, e mesmo assim, nunca deixou de dar seu máximo. Uma famosa frase usada por ele era "não há motivo para viver se não posso fazer levantamento terra". Em uma trágica ironia, morreu aos 32 anos enquanto executava este exercício. Ele sabia que existia problemas cardíacos possivelmente genéticos, sua aorta foi basicamente cortada ao meio, e estava avisado deste risco.